# كسيبرانولول
كسيبرانولول وهو أحد حاصرات المستقبل بيتا الودي.